# La Sage Élise
 (avril 2021).
La Sage Élise ou La sage Elsa (Die kluge Else en allemand) est un conte des Frères Grimm (type de conte ATU 1450, 1383). Il fait partie des Contes de l'enfance et du foyer (Kinder- und Hausmärchen, Berlin, 1812), à partir de la 2e édition de 1819.

## Origines de l'histoire
D'après Jean-Claude Schneider, dont les sources sont l'ouvrage Das deutsche Märchen und die Brüder Grimm (1964), « Le conte allemand et les frères Grimm », de Friedrich von der Leyen (de),  l'« histoire » de La sage Else « est racontée au XVIIe siècle par le prédicateur populaire Johann Balthasar Schupp (1610-1661) ».

## Contenu

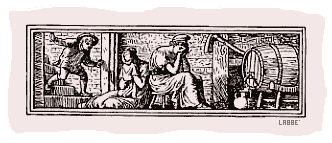
Die kluge Else

La sage Élise doit être mariée. Jean (Hans), son prétendant vient demander sa main, à condition qu'elle soit intelligente. Elle va chercher de la bière à la cave, mais commence à pleurer, car elle s'imagine déjà mariée, voit une scie qui pourrait la blesser et craint déjà que son futur fils ne soit blessé lorsqu'il ira leur chercher de la bière à la cave. Le père envoie successivement la servante, le valet, puis sa femme pour la chercher et comprendre ce qui les fait tous pleurer, car tous tombent d'accord avec elle.  Le père descend lui-même et se joint aux autres. Jean, enfin, descend et déclare vouloir l'épouser (« Pour mon ménage, pas besoin d'être plus intelligente »). Jean repart travailler et dit à sa femme de couper le blé aux champs pour avoir du pain. Mais, toujours troublée, elle décide de manger d'abord ; puis, après une nouvelle délibération, elle s'endort dans le champ. Quand Jean rentre, il retrouve sa femme dans le champ, et lui attache des grelots sur les vêtements. Quand elle se réveille, toujours aussi confuse, elle se demande si c'est elle ou non qui fait tinter les grelots, alors elle rentre chez elle pour demander à Jean, tout en restant à la porte, si Elsa est à l'intérieur. Elle s'entend dire « oui »  par Jean, alors elle s'enfuit en disant « Oh, mon Dieu, alors je ne suis pas moi ».

## Comparaisons
Grimm fait remarquer la ressemblance  avec Hansens Trine (de) , qui dans la première édition, est un conte situé à la même place. Il y a le même motif d'identité confuse que l'on retrouve dans plusieurs autres contes avec des personnages aussi bien masculins que féminins[réf. souhaitée].
Arthur Schnitzler reprend dans sa nouvelle Mademoiselle Else un thème similaire[réf. souhaitée].

## Interprétation
Erika Alma Metzger pense que La sage Élise, dont le nom (Ilse) a déjà un lien de parenté avec les ondines et donc les puissances de la Profondeur, développerait une Schizophrénie Paranoïde[réf. souhaitée]. 

#### Textes de référence
- Frères Grimm (postface Heinz Rölleke (de)), Kinder- und Hausmärchen, Düsseldorf, Artemis & Winkler, 1999 (ISBN 3-538-06943-3), p. 210-213

#### Traductions françaises
- « La Sage Elsa », dans Romantiques allemands  (trad. Yanette Delétang-Tardif), t. II : Les Frères Grimm, Contes de l'enfance et du foyer, Paris, La Nouvelle Revue française, coll. « Bibliothèque de La Pléiade », 1973, p. 886-889
- Jacob et Wilhelm Grimm (trad. Armel Guerne), « La sage Élise », dans Kinder- und Hausmärchen, t. I, Paris, Grand Format Flammarion, 1967 (réimpr. 1986) (ISBN 2-08-213003-7), p. 198-202

#### Études
- Ruth B. Bottigheimer, « Sage Else », dans Encyclopédie des contes, t. 8, Berlin et New York, 1996, p. 12-16
- Hans-Jörg Uther, Guide pour Kinder- und Hausmärchen des Frères Grimm, Berlin, De Gruyter, 2008 (ISBN 978-3-11-019441-8), p. 85-87
- Erika A. Metzger, « Exemples de dépersonnalisation dans les Contes de Grimm », dans Michael M. Metzger et Katharina Mommsen, Fairy Tales as Ways of Knowing : Essays on Märchen dans Psychology, Society and Literature, vol. 41 : Germanic Studies in America, Berne, Francfort-sur-le-Main et Las Vegas, Peter Lang Verlag, 1981 (ISBN 3-261-04883-2, lire en ligne), p. 99-116
- (de) Eugen Drewermann, Die kluge Else
  - Rapunzel, Olten et Fribourg-en-Brisgau, Walter Verlag (en), 1989, 3e éd. (1re éd. 1986) (ISBN 3-530-16866-1)
  - Lieb Schwesterlein, laß mich herein : Grimms Märchen tiefenpsychologisch gedeutet [« Chère petite sœur, laisse-moi entrer : interprétation de contes de Grimm en psychologie des profondeurs »], Munich, 1992 (ISBN 3-423-35050-4), p. 313-362
- (de) « Vorwort (préface), Das Märchen : die kluge Else (Le conte : la sage Else) », dans Heinz-Peter Röhr, Die Angst vor Zurückweisung: Hysterie [« La peur du rejet. Comprendre l'hystérie »], Düsseldorf, Patmos Verlag (de), 2018 (1re éd. 2006) (ISBN 978-3-8436-1020-9, lire en ligne), p. 1-18